# Tom Clancy’s Splinter Cell: Conviction
Tom Clancy’s Splinter Cell: Conviction ist der sechste Teil der Stealth-Spielserie Splinter Cell, der im März 2010 für Konsolen und am 29. April gleichen Jahres für Microsoft Windows erschien. Als von Gameloft entwickelte Variante für iOS ist es seit 27. Mai 2010 auch im App Store erhältlich.
Wie die Vorgänger ist Conviction ein Stealth-Shooter. Der Spieler übernimmt erneut die Rolle des amerikanischen Agenten Sam Fisher, der den Tod seiner Tochter untersucht.
Conviction ist der erste Titel der Reihe, der eine USK-18-Freigabe erhielt.

## Spielprinzip
Splinter Cell: Conviction ist ein Shooter, bei dem es allerdings weniger auf das bloße Ausschalten von Gegnern ankommt, als vielmehr auf unauffälliges Bewegen. So sind eine Vielzahl von Kämpfen vermeidbar, wenn der Spieler sich geschickt versteckt und sich möglichst lautlos bewegt.
Der Spieler wird in der Rolle des amerikanischen Agenten Sam Fisher im Rahmen der Kampagne in verschiedene Einsatzgebiete entsandt, in denen er bestimmte Einsatzziele zu erledigen hat. Häufige Ziele sind das Abhören von Gesprächen, das Ausschalten einzelner Personen oder das Sabotieren von Einrichtungen.
Das Spiel beinhaltet einige Änderungen am bisher bekannten Spielprinzip. Ein neu eingeführtes Element ist die Mark & Execute-Funktion, die es dem Spieler erlaubt, mehrere Gegner als solche zu markieren und sie per Klick auszuschalten, ohne jeden einzelnen Gegner mit der Maus anvisieren zu müssen. Weitere Neuerungen sind Verhöre in Echtzeit, die Möglichkeit, Gegenstände in der Umgebung als Waffen oder Ablenkungen zu verwenden. Einige alte, aus den Vorgängern bekannte Elemente, wurden entfernt, so etwa das kombinierte Nacht- und Wärmesichtgerät und der Lichtsensor.

## Handlung
Im Coop-Modus spielt man die Agenten Archer (Third Echelon) und Kestrel (Voron). Die Handlung spielt 10 Tage vor den Ereignissen der Solokampagne. Die beiden sollten verloren gegangene EMP Waffen wiederbeschaffen. Am Ende bekommt Archer den Auftrag, Kestrel zu eliminieren. Dieser liest jedoch die Nachricht und es kommt zum Kampf, in dem einer der beiden stirbt.
Der überlebende der beiden wird anschließend in einer Sequenz von Andriy Kobin getötet.
In einer unbekannten Anlage wird Victor Coste verhört, der die Handlung erzählt.
Sam Fisher ist nun selbstständig und untersucht den Tod seiner Tochter Sarah. Nach einem Hinweis begibt er sich nach Valletta auf Malta, jedoch wird er unerwartet von Anna „Grim“ Grimsdottír kontaktiert. Fisher kooperiert mehr oder weniger mit Grim. Er schaltet eine Gang unter Dimitri Gramkos aus, welchen er verhört. Gramkos erzählt Fisher, dass ein Mann namens Andriy Kobin seine Tochter angefahren hat, und sich gegenwärtig in einem alten Museum der Stadt befindet. Fisher geht kurzerhand dorthin und stellt schlussendlich Kobin. Der weigert sich jedoch, seine Auftraggeber zu verraten, da diese drohen, ihn sonst zu töten. Während des Verhörs tauchen plötzlich mehrere Splinter Cells auf, die Fisher gefangen nehmen. Third Echelon (abgekürzt mit „3E“), Sam Fisher's ehemaliger Arbeitgeber, hatte ihm eine Falle gestellt. Fisher wird zu einem Privatflugplatz von „Black Arrow“, einer Privatarmee, mit der 3E zusammenarbeitet, gebracht. Der neue 3E-Director Tom Reed beauftragt Grim, Fisher zu verhören und verschwinden zu lassen. Grim jedoch erklärt Fisher, dass sie als Maulwurf in 3E für Präsidentin Caldwell arbeitet. Sie ist besorgt, weil Reed Third Echelon benutzt um russische EMP-Technik ins Land zu schmuggeln. Grim kann nichts dagegen unternehmen, sonst würde ihre Tarnung auffliegen – Fisher dagegen hat freien Handlungsspielraum, da er kein 3E-Agent mehr ist. Grim will Sam zur Flucht vom Flugplatz verhelfen und ihn dazu bewegen, mit ihr zusammenzuarbeiten, doch Sam weigert sich vehement. Nach einigen gescheiterten Überredungsversuchen spricht sie schließlich Sam's Tochter Sarah an, die laut Grim noch am Leben sei. Daraufhin unterstellt Sam ihr wütend, dass sie lügt, und schlägt Grim zu Boden. Die entstandenen Verletzungen im Gesicht kann Grim nutzen, um Reed zu erklären, dass Fisher gewaltsam geflohen sei. Sam kämpft sich zu Grim's Auto vor und kontaktiert seinen alten Freund Victor Coste. Die beiden dienten zusammen im Irakkrieg, wo Coste einst Fisher das Leben rettete. Coste und Fisher treffen sich am Washington Monument, wo Sam Informationen über Black Arrow erhält.
Coste erzählt Fisher, dass Black Arrow als Sicherheitsfirma für ein Forschungslabor namens „White Box“ angeheuert wurde, welches für das Verteidigungsministerium EMP-Technologien entwickelt. Dies erscheint Coste verdächtig, da Black Arrow normalerweise keine Firmen beschützen würde. Sam soll nun untersuchen, ob es eine Verbindung zwischen beiden Parteien hinsichtlich der Pläne Black Arrow's gibt. Coste übergibt Fisher noch einen Rucksack mit Waffen und einem tragbaren EMP-Generator, welchen Sam nutzen kann, um Dunkelheit um sich zu schaffen und so leichter zu flüchten.
Fisher erkämpft sich einen Fluchtweg vom Washington Monument, das mittlerweile von 3E gestürmt wurde, und erreicht schließlich „White Box“. Bei der Infiltration erfährt er, dass ein gewisser Lucius Galliard das Labor gekauft hat. Black Arrow bringt während Fishers Untersuchung alle Wissenschaftler um oder zwingt sie, für sie an der EMP-Technik zu arbeiten. Colonel Prentiss, Befehlshaber von Black Arrow, entführt außerdem eine Wissenschaftlerin, die an einem anderen Standort für ihn arbeiten soll. Während Fisher sich in White Box weiter vorankämpft, meldet sich Grim mit Sarah in der Warteschleife bei ihm, womit bewiesen ist, dass Sam's Tochter noch lebt. Fisher dringt schließlich in das Büro von Black Arrow-Major Robertson ein und zapft dort von dessen Computer Daten für Grim ab. Dies verläuft jedoch nicht ganz problemlos, da Sam den Computer vor mehrerer Black Arrow-Truppen verteidigen muss und noch dazu der Download gehackt wird. Sam muss dies verhindern, um Grim's Tarnung aufrechtzuerhalten. Zurück im Erdgeschoss stellt sich heraus, dass Black Arrow-Major Robertson der Hacker ist. Mit Hilfe eines gewaltigen Impulses von Black Arrow's EMP-Testsystem gelingt es Sam schließlich, den Hack auszuschalten und Robertson zu töten. Während der Flucht beschließt Sam, sich Lucius Galliard vorzuknöpfen.
Der Secret Service der Präsidentin bringt Fisher zum Lincoln Memorial, da der Vizepräsident dort eine Rede gehalten hat und eine von Galliard's Firmen für die Sicherheit zuständig war. Sam hört über die Überwachungskameras ein Gespräch zwischen Galliard und Tom Reed ab, bei dem der Name „Megiddo“ fällt.
Nach dem Gespräch sucht Fisher Galliard auf und verhört ihn. Galliard sagt Sam, dass Megiddo keine Person ist, sondern ein Name für die Leute, welche die Stadt wirklich im Griff haben. Megiddo existierte auch in anderen wichtigen Städten. Galliard erzählt Fisher auch, dass Reed die EMPs, an denen in White Box gearbeitet wird, zünden und sich dann als Held darstellen will. Ein Attentäter erschießt Galliard schließlich und flieht. Sam verfolgt ihn, bis der Attentäter bei der Explosion seines Fluchtwagens stirbt. Erneut muss Fisher vor 3E-Einheiten fliehen. Sam begibt sich nun in das Hauptquartier des Third Echelon. Er trifft dort erneut auf Kobin und verhört ihn ein zweites Mal. Er erzählt Fisher dasselbe wie Galliard, nur will Reed nicht nur „den starken Mann spielen“, er will auch die Präsidentin ausschalten, weil sie nicht mit Megiddo kooperieren wollte. Als Fisher ihn nach seiner Tochter fragt, sagt Kobin, dass Grim mehr darüber Bescheid wisse als er. Sam lässt ihn liegen und kämpft sich weiter vor. Schließlich erreicht er Grim's Büro. Sie spielt Fisher eine Tonbandaufnahme vom ehemaligen Leiter Third Echelons und Sams altem Freund Irving Lambert ab, den Fisher im Zuge einer Mission als Loyalitätsbeweis für den JBA-Terroristen Emile Dufraisne erschießen musste. In der Aufnahme erzählt Lambert, dass ein Maulwurf innerhalb Third Echelon's Sarah bedroht hätte und sie als Druckmittel gegen Sam benutzt werden sollte. Folglich beschloss Lambert, Sarah's Tod vorzutäuschen und sie so aus dem Spiel zu nehmen und in Sicherheit zu bringen. Lambert beauftragte Andriy Kobin, eine Leiche zu besorgen, die Sarah ähnlich sah und belog schließlich Sam über ihren Tod – alles zum Wohl von Third Echelon. Auch sagt er, dass der Maulwurf nie gefunden wurde und die Bedrohung für Sam und Sarah weiterhin bestünde. Daraufhin verwüstet Sam Grim's Büro, wütend darüber, dass er jahrelang mit einer Lüge leben musste. Grim versucht ihn zu beruhigen und bittet ihn, eine der drei EMP-Waffen am Michigan Ave. Reservoir außer Gefecht zu setzen, da diese bei der Zündung auch Sarah's Wohnung treffen würde. Grim geht währenddessen mit Reed ins Weiße Haus und versucht, die Präsidentin zu retten.
Am Reservoir angekommen befreit Sam zunächst die von Black Arrow entführte Wissenschaftlerin. Sie erklärt ihm, dass die EMP-Waffe aus zwei Generatoren besteht. Diese müssen gleichzeitig zerstört werden, da bei der Zerstörung nur eines Generators der andere sofort detoniert. Sam übermittelt den Standort beider Generatoren per GPS an den Hubschrauber von Victor Coste, der die Waffe schließlich unschädlich machen kann. Nach der Zerstörung der Generatoren kommt es zum Wiedersehen von Sam und Sarah. Coste jedoch drängt zur Eile und steuert nun das Weiße Haus an. Während des Fluges beobachten die drei die Detonation der anderen beiden EMP-Waffen.
Kurz darauf wird der Helikopter von Flugabwehrstellungen des Weißen Hauses abgeschossen. Alle Insassen überleben die Bruchlandung. Coste drängt Fisher zum Weißen Haus zu gehen und Grim zu helfen. Währenddessen bringt Coste Sarah bei seinen Kontaktleuten in Sicherheit. Widerwillig verlässt Fisher seine Tochter und begibt sich durch das vom EMP zerstörte Downtown Washington zum Weißen Haus. Er „sichert“ dort unter anderem den Vizepräsidenten, der mit Reed zusammenarbeitet. Schließlich schafft es Fisher, sich durch das von Third Echelon hochgesicherte Gebäude vorzukämpfen und Grim im Presseraum zu treffen. Sie hat einen Plan, wie sie nah an Reed herankommen, ohne dass er Präsidentin Caldwell sofort tötet. Sie schießt Sam an, fesselt ihn und bringt ihn ins Oval Office, wo Reed mit einem halben Dutzend Splinter Cells im Rücken die Präsidentin in seiner Gewalt hat. Reed will es so aussehen lassen, als habe Fisher die Präsidentin getötet. Dann würde er Fisher auf dessen Flucht erschießen und sich vor der Presse als Held feiern lassen. Er verfällt in eine Rede, was Fisher die Gelegenheit bietet, ihn zu überwältigen und mit Grims Hilfe sämtliche Splinter Cells auszuschalten und die Präsidentin zu retten. Im Gespräch mit Reed wird klar, dass er der Maulwurf war, und Lambert schlussendlich seinetwegen sterben musste. Während des Gesprächs kann der Spieler zwei Mal entscheiden, ob Sam Reed schlagen oder anschießen soll, um sich an Reed zu rächen, da er Sam drei Jahre lang glauben ließ, dass Sarah tot sei. Daraufhin zieht die Präsidentin die Army ab, die das Oval Office stürmen und Fisher verhaften will.
Nun wird der Spieler vor die Wahl gestellt, Reed zu töten. Verschont man ihn, übernimmt Grim die Exekution. Sie bittet Fisher, ihr zu helfen, Third Echelon wieder aufzubauen, da sie sonst niemanden hat, dem sie vertrauen kann. Sam sagt, dass er schon viel zu viel getan habe, zweifelt Grim's Vertrauen an und verabschiedet sich von ihr. Dieses finale Gespräch zwischen Grim und Sam entfällt, wenn der Spieler Reed selbst tötet.
Nach Reed's Exekution sieht man erneut Victor Coste im Verhörraum. Er erzählt, dass er nach der Geschichte noch einmal mit Sam telefoniert hat. Sam würde sich eine Auszeit nehmen, um die verlorene Zeit mit Sarah nachzuholen. Auch sagte er, wie wichtig es sei, zu seiner Familie zu stehen und sie zu schützen. Schließlich verabschiedete er sich von Coste mit den Worten: „Vic, danke für alles. Ich liebe dich wie einen Bruder“. Daraufhin hört man eine Handgranatenexplosion, Schüsse und Schreie. Während die Wachen aus dem Raum stürmen, sagt Vic direkt an den Spieler gewandt, dass er das erwartet hätte. Dies lässt vermuten, dass Sam in die Anlage eindringen und Vic retten will.

## Entwicklungsgeschichte
2007 erschien zu den Ubiday in Paris ein Flyby-Trailer, der Sam Fisher als bärtigen Obdachlosen in einem von Menschen belebten Park zeigt. Auf der E3 2009 sah man in Spielszenen, dass Sam Fisher im neuesten Teil nicht mehr für die amerikanische Regierung, sondern selbständig arbeitet und auf der Suche nach dem Mörder seiner Tochter ist. In Neuseeland endete eine Werbeaktion für das Spiel in einem Desaster, da ein Schauspieler beinahe von Polizisten erschossen worden wäre. Jener Schauspieler, der die Hauptfigur Sam Fisher aus dem Spiel verkörpern sollte, zielte mit einer unechten Waffe auf vorbeilaufende Personen. Schnell wurde die Polizei benachrichtigt, um ein vermeintliches Blutbad zu verhindern. Der Mann wurde angeblich fast von der Polizei niedergeschossen, doch die Beamten wurden noch rechtzeitig informiert, dass es sich bei der Szenerie nur um eine Werbeaktion handelt und die Waffe gar nicht echt sei.
Durch den enormen Anstieg des Gewaltgrades ist Splinter Cell: Conviction der erste Teil der Reihe, der eine USK-18-Freigabe erhalten hat. Die PEGI vergab erneut die Altersempfehlung 18+.

## Rezeption

### Auszeichnungen
Folgende Wertungen erhielt Splinter Cell: Conviction bei der E3 2009:
- Joystiq: Best of E3 2009
- IGN: PC Best Action Game
- Gamepro: E3 Silver Medal
- 1UP: Best 360 Game
- Kotaku: Best Console/PC Game
- Jeuxvideo.com: Best Infiltration Game
- Gamespot: Best Xbox 360 Game
- Best Action-Adventure Game
- Crispy Gamer: Top Ten of E3 Best Xbox 360 Game
- GameFocus: Best Xbox 360 game
- 3D Juegos: Best E3 Game
- Gamespy: Xbox 360 Game of Show